# Eutomopepla falcata
Eutomopepla falcata är en fjärilsart som beskrevs av Warren. Eutomopepla falcata ingår i släktet Eutomopepla och familjen mätare. Inga underarter finns listade i Catalogue of Life.